# Mérida (Mexikó)

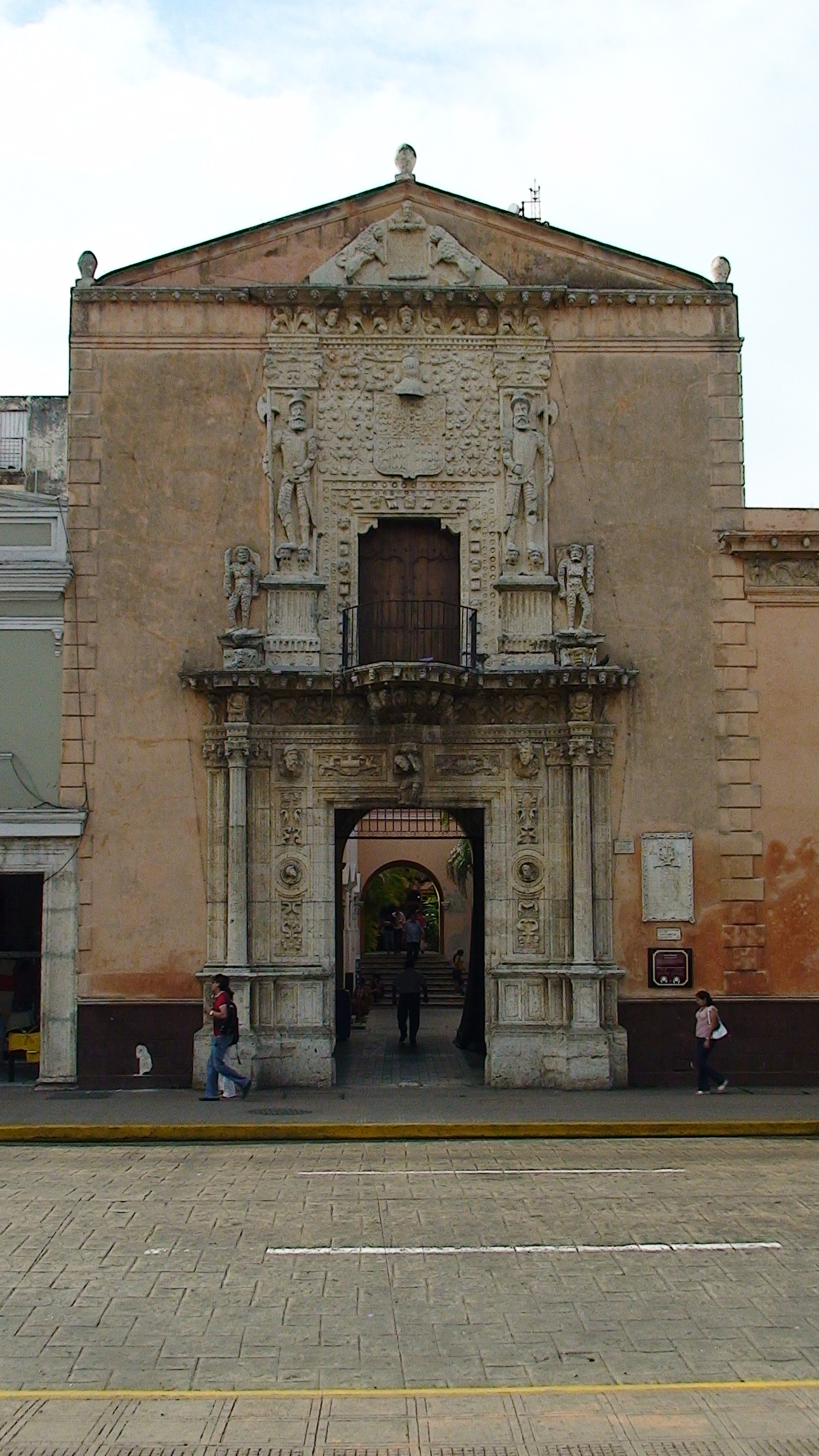
Az ún. konkvisztádor háza

Mérida (klasszikus maja nyelven Ti´Ho´, mai modern maja nyelven Ho, azaz öt) város Mexikóban, Yucatán szövetségi állam fővárosa. Lakossága 2010-ben meghaladta a 777 000 főt.

## Földrajz

### Fekvése
A Yucatán-félsziget északi részén fekvő város területe teljesen sík, az egész mindössze néhány méterrel fekszik a tenger szintje felett. Tengerpartja és állandó vízfolyása nincs, a felszín alatti vizek viszont, ahogy a félsziget többi részén is, jelen vannak. A környék nagy részét őserdő borítja.

### Éghajlat
A város éghajlata igen forró és főként nyártól őszig csapadékos. Minden hónapban mértek már legalább 39 °C-os hőséget, de a rekord nem érte el a 44 °C-ot. Az átlagos hőmérsékletek a január–decemberi 24,0 és a májusi 29,0 fok között váltakoznak, fagy nem fordul elő, sőt, az eddig mért minimumhőmérséklet mindössze 7 °C volt. Az évi átlagosan 1037 mm csapadék időbeli eloszlása nagyon egyenetlen: a júniustól októberig tartó 5 hónapos időszak alatt hull az éves mennyiség több mint 70%-a.
| Hónap                                   | Jan. | Feb. | Már. | Ápr. | Máj. | Jún. | Júl. | Aug. | Szep. | Okt. | Nov. | Dec. | Év   |
| --------------------------------------- | ---- | ---- | ---- | ---- | ---- | ---- | ---- | ---- | ----- | ---- | ---- | ---- | ---- |
| Rekord max. hőmérséklet (°C)            | 39,5 | 39,5 | 42,0 | 43,0 | 43,0 | 41,5 | 40,0 | 43,0 | 40,0  | 39,0 | 39,0 | 39,5 | 43,0 |
| Átlagos max. hőmérséklet (°C)           | 30,8 | 31,5 | 34,0 | 35,6 | 36,3 | 35,3 | 35,0 | 34,9 | 34,2  | 32,7 | 31,5 | 30,6 | 33,5 |
| Átlaghőmérséklet (°C)                   | 24,0 | 24,4 | 26,3 | 27,9 | 29,0 | 28,5 | 28,2 | 28,1 | 27,9  | 26,8 | 25,4 | 24,0 | 26,7 |
| Átlagos min. hőmérséklet (°C)           | 17,2 | 17,3 | 18,6 | 20,2 | 21,7 | 21,6 | 21,4 | 21,3 | 21,6  | 20,8 | 19,3 | 17,5 | 19,9 |
| Rekord min. hőmérséklet (°C)            | 9,2  | 9,5  | 9,0  | 10,0 | 10,0 | 10,0 | 10,0 | 10,0 | 10,0  | 10,0 | 10,0 | 7,0  | 7,0  |
| Átl. csapadékmennyiség (mm)             | 38   | 32   | 23   | 24   | 69   | 138  | 159  | 141  | 183   | 128  | 56   | 45   | 1037 |
| Forrás: Servicio Meteorológico Nacional |      |      |      |      |      |      |      |      |       |      |      |      |      |

## Népesség
A település népessége a közelmúltban igen gyorsan növekedett:
| Év   | Lakosság |
| ---- | -------- |
| 1990 | 523 422  |
| 1995 | 612 261  |
| 2000 | 662 530  |
| 2005 | 734 153  |
| 2010 | 777 615  |

## Története

### A spanyolok előtti város
A mai Mérida helyén a középső preklasszikus korszak idején nagy település állott, amely hatalma csúcspontját a középső klasszikus korszak idején ill. az után érte el. Jellemzőek voltak rá a nagy és magas piramisjellegű platformok, amelyekre a késő klasszikus periódus épületei álltak. A ferences Diego de Landa későbbi püspök nagyszerűnek írta le az épületeket és mellékelt egy saját kezű rajzot is. A legnagyobb épület a piramistemplom, a Baklu´mchan, melynek oldalhossza kb. 120 méter, magassága 10 méter, és melyet később ferences kolostorrá majd erődítménnyé építettek át. Ennek a területén található ma a központi piac, a Mercado Municipal Lucas de Gálvez.
Az újabb modern kutatások további spanyolok előtti építmények létezését igazolták. Így például a valószínűleg legnagyobb építmény helyét a katedrálissal szemben azonosították. Egy másik, amelyet a kolonializmus időszakában Cerro de San Antónnak neveztek, 180 méter × 120 méter. További kisebb komplexumok léte régi források illetve magasságmérések és geo-radar-mérések segítségével bizonyított. Összességében a spanyolok előtti város jelentőségében Chichén Itzához, Uxmalhoz vagy Izamalhoz volt merhető. Ez utóbbi számtalan kisebb-nagyobb platformjával segíthet elképzelni, hogyan nézett ki Ti´Ho´ valaha.

### A Yucatáni Állam
1841-ben a Mexikóval elégedetlen yucatáni politikai vezetők kikiáltották a Yucatáni Köztársaságot, amely több mint hét évig állt fenn. Fővárosa Méridában volt.

## Kultúra
- Szent Ildefonz-székesegyház
- Szent Erzsébet-kápolna
- Peón Contreras Színház